# Прусс, Илья Ефимович
Илья Ефимович Прусс (29 декабря 1903, Барановичи-Полесские, Минская губерния — 12 июня 1972, Москва) — советский военачальник.  Командующий 5-й сапёрной армией (январь — март 1942) и 7-й сапёрной армией (март — июнь 1942), генерал-майор инженерных войск (1945).

## Биография
Родился в семье ремесленника. Окончил еврейское училище, работал служащим.
В апреле 1918 г. вступил в Красную Армию. Участник Гражданской войны (Западный фронт, 1918—1920). Воевал против польских легионеров, банды Булак-Балаховича и др.
В 1921 г. окончил дивизионные курсы политруков, служил политруком стрелкового полка. В 1928 г. окончил военно-инженерную школу, командовал сапёрными подразделениями. В 1934 г. окончил командно-инженерный факультет Военно-инженерной академии. Дивизионный инженер. С апреля 1938 г. начальник курсов младших лейтенантов инженерных войск Киевского военного округа. С ноября 1938 г. — начальник инженеров Киевского укрепрайона; руководил строительством укреплённого района на западной границе в Киевском военном округе. Военный инженер 2 ранга. С апреля 1940 г. — помощник начальника управления Рава-Русского военного строительства, с января 1941 г. — начальник 82-го Управления военного строительства; организовывал строительство укреплений под Киевом.
С началом Великой Отечественной войны, с июля 1941 г. — начальник 17-го армейского управления Военно-полевого строительства (Юго-Западный фронт), с декабря 1941 г. — заместитель командующего 2-й сапёрной армией. С января по март 1942 г. — командующий 5-й сапёрной армией. С марта по июнь 1942 г. — командующий 7-й сапёрной армией, полковник; армия возводила оборонительные сооружения по рекам Оскол и Дон, обводы 2-й очереди вокруг Сталинграда (на Юго-Западном и Сталинградском фронтах). В 1942—1944 гг. — заместитель командующего — начальник инженерных войск ряда армий (9-я армия Северо-Кавказского фронта, 62-я армия). В 1945 г. — начальник Управления оборонительных работ фронта Резерва Верховного главнокомандования.
11 июля 1945 г. присвоено звание генерал-майор инженерных войск. В 1945—1946 гг. руководил строительством мемориальных комплексов в Берлине. С 1949 г. занимал командные должности (начальник 25-го управления инженерных работ оборонительного строительства Сухопутных войск; с апреля 1950 г. — начальник 142-го инженерного строительного участка; с февраля 1952 г. — начальник строительного управления Приморского, затем Дальневосточного военного округа; с октября 1955 г. — начальник 27-го управления инженерных работ). С мая 1958 г. — начальник управления промышленных предприятий Главного Управления аэродромного и специального строительства МО СССР. С 1964 г. командовал воинскими частями Центрального управления специального строительства МО СССР. С июня 1966 г. — Главный экономист Центрального управления специального строительства МО СССР.
В 1968 г. вышел в отставку.

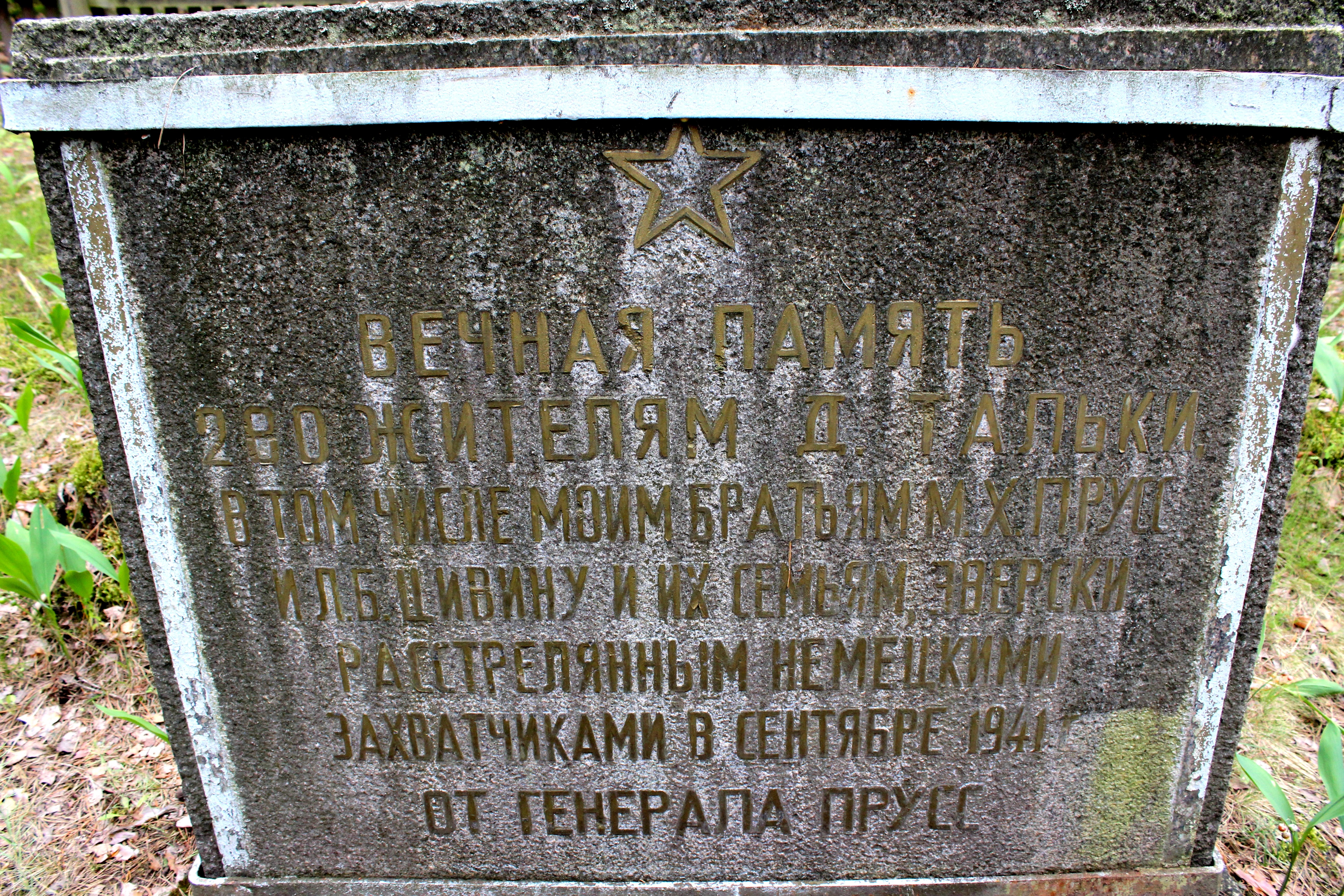
Памятник, поставленный генералом Ильёй Пруссом своим родственникам, расстрелянным фашистами возле деревни Талька Пуховичского района Минской области 22 сентября 1941 года.

Скончался 12 июня 1972 года. Похоронен на Химкинском кладбище.

## Награды
- Орден Ленина (21.02.1945)[6]
- четыре ордена Красного Знамени (21.02.1942 года за образцовое выполнение заданий Правительства по строительству укреплённых рубежей против немецких захватчиков[3], 3.11.1944, 18.05.1945, 20.06.1949)
- два ордена Отечественной войны 1-й степени (2.09.1944, 3.05.1945)
- орден Отечественной войны 2-й степени (4.03.1943)
- орден Трудового Красного Знамени
- орден Красной Звезды (15.09.1943)
- медаль «За оборону Сталинграда»
- медаль «За оборону Кавказа»
- медаль «За взятие Берлина»
- другие медали.